# Microcanthus strigatus
Microcanthus strigatus és una espècie de peix pertanyent a la família dels kifòsids.

## Descripció
- Pot arribar a fer 16 cm de llargària màxima.[3][4]

## Alimentació
Els exemplars juvenils mengen crustacis i algues.

## Hàbitat
És un peix marí i d'aigua salabrosa, associat als esculls, oceanòdrom i de clima tropical que viu entre 1 i 140 m de fondària.

## Distribució geogràfica
Es troba al Pacífic occidental (el Japó, la Xina, Nova Caledònia i Austràlia) i, també, a l'oriental (les illes Hawaii).

## Costums
És bentopelàgic.

## Observacions
És inofensiu per als humans.